# Římskokatolická farnost Bechyně
Římskokatolická farnost Bechyně je územním společenstvím římských katolíků v rámci táborského vikariátu českobudějovické diecéze.

## O farnosti
Město Bechyně je pžipomínáno již ve 12. století. Existovalo zde arcijáhenství, zahrnující 296 plebánií. Od roku 1683 jsou ve farnosti vedeny matriky. V letech 1281–1950 v Bechyni fungoval františkánský klášter při kostele Nanebevzetí Panny Marie. V letech 1790–1952 existoval samostatný Bechyňský vikariát. Farnost má dodnes sídelního duchovního správce, který je zároveň administrátorem ex currendo ve farnostech Hlavatce a Sudoměřice u Bechyně.
| Kostel                         | Obrázek | Místo   | Bohoslužba                                | Bohoslužba                           | Poznámka                    |
| ------------------------------ | ------- | ------- | ----------------------------------------- | ------------------------------------ | --------------------------- |
| Kostel sv. Matěje              |         | Bechyně | neděle (zimní období) úterý čtvrtek pátek | 8.00 17.00 v zimě, 18.30 v létě 8.30 | farní kostel                |
| Kostel Nanebevzetí Panny Marie |         | Bechyně | neděle (letní období)                     | 8.00                                 | klášterní kostel            |
| Kostel sv. Michaela            |         | Bechyně | neslouží se pravidelně                    | neslouží se pravidelně               | obecní kaple                |
| Oratorium                      |         | Bechyně | sobota                                    | 14.30                                | oratorium v domově důchodců |